# Chikkanargund, Nargund
Chikkanargund là một làng thuộc tehsil Nargund, huyện Gadag, bang Karnataka, Ấn Độ.